# Corps expéditionnaire français en Scandinavie
Pour les articles homonymes, voir Corps expéditionnaire.
Le corps expéditionnaire français en Scandinavie (CEFS) est une force armée franco-polonaise envoyée en Norvège durant la Seconde Guerre mondiale afin de combattre l'invasion allemande.

## Historique
Le corps expéditionnaire en Scandinavie, aux ordres du colonel Antoine Béthouart, est créé le 28 février 1940 afin de porter secours à la Finlande agressée par l'URSS depuis le 30 novembre 1939 (Cf. article Guerre d'Hiver). Le CEFS, qui doit être associé à un corps de troupe britannique, comprend alors la brigade de haute montagne (BHM) constituée de deux demi-brigades de chasseurs alpins, la 13e DBMLE, une brigade polonaise (brigade autonome de chasseurs de Podhale), la 342e CACC et une batterie d'artillerie.
De son côté, la marine comprend la Force Z ainsi que des navires de la marine marchande réquisitionnés pour le transport de troupes et de matériels.
La signature du traité de Moscou le 12 mars 1940, met un terme au projet d'intervention du corps expéditionnaire franco-britannique qui s'apprêtait à partir. Le CEFS est néanmoins maintenu et est à nouveau activé le 23 mars 1940 en prévision cette fois d'une agression allemande en Norvège, la Campagne de Norvège.
Alors que l'Allemagne débarque ses troupes en six zones côtières (Narvik, Trondheim, Bergen, Kristiansand, Oslo et Egersund) les 8 et 9 avril 1940 (Cf. opération Weserübung), la marine britannique tente de s'opposer, notamment dans la région de Narvik où les 10 et 13 avril se déroule une violente bataille navale. Le contingent franco-polonais est transporté sur des paquebots réquisitionnés à cet effet : Chenonceau (Messageries maritimes), Colombie et Mexique (Compagnie générale transatlantique).
Les troupes britanniques du général Adrian Carton de Wiart sont engagées à partir du 17 avril dans la région de Åndalsnes, le CEFS intervient principalement dans deux zones : à partir du 19 avril, la 5e DBCA à Namsos en soutien des troupes britanniques lors de la campagne de Namsos, mais surtout à la bataille de Narvik où sont engagées la 27e DBCA le 30 avril et la 13e DBMLE, la 342e CACC et la brigade polonaise le 13 mai dans les régions Bjerkvik - Meby.
Les troupes françaises et polonaises vont combattre les Allemands aux côtés des Norvégiens jusqu'au 8 juin, date à laquelle elles rembarquent pour combattre sur le territoire français. Les pertes françaises et polonaises durant ces combats sont de 350 hommes.

## Encadrement
- Commandant du CEFS : général Audet.
- Chef d'état-major CEPS : Chef de bataillon Charles Goybet
- Commandants des unités subordonnées : 
  - général Bohusz-Szyszko (brigade polonaise),
  - lieutenant colonel Magrin Verneret (13e DBMLE),
  - général Béthouart (commandant la 1re DLCh),
  - colonel Durand (2e DLCh),
  - général Duchemin (3e DLI).

- Commandant des forces navales
  - contre-amiral Derrien

## Composition
La composition donnée ci-dessous est la composition théorique du CEFS. En fait, les évènements de mai et juin 40 sur le territoire français vont précipiter le retour des premiers éléments et le détournement des unités de renfort vers le front français.

### Forces terrestres

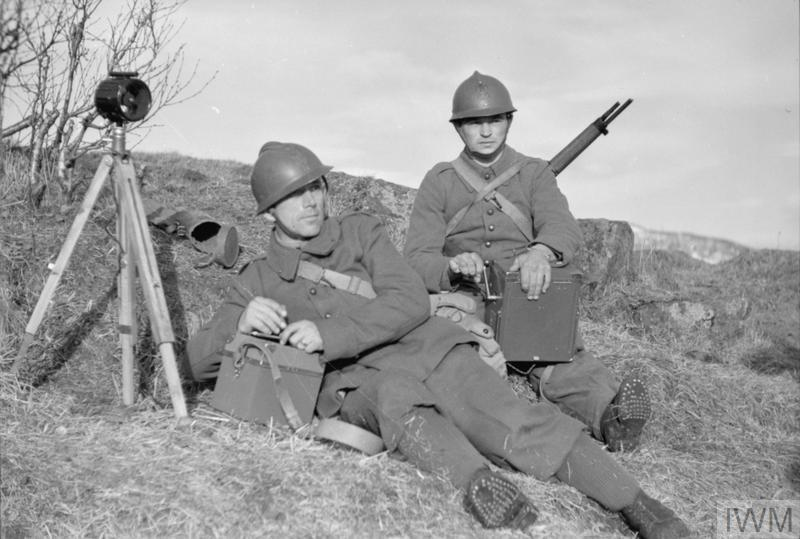
Unité polonaise Chasseurs de Podhale (infanterie de montagne) à Borkenes, en Norvège.

Éléments organiques du CEFS
- 11e groupe autonome d'artillerie de montagne (11e GAAM),
- une batterie du 404e RADCA,
- génie : section 100/1 et échelon mobile 100/21,
- transmission : détachements 885/1 et 885/2,
- train : compagnie 802/49,
- intendance : détachements de munitions et de dépôt d'essence,
- santé : ambulances 90 (médicale) et 271 (chirurgicale).

Brigade autonome de chasseurs de Podhale (*)
- 1re demi-brigade
  - bataillon n° 1,
  - bataillon n° 2,
- 2e demi-brigade
  - bataillon n° 3,
  - bataillon n° 4.

13e demi-brigade de marche de la Légion étrangère (13e DBMLE) (*)
- 1er bataillon (I/13e DBMLE),
- 2e bataillon (II/13e DBMLE).

1re division légère de chasseurs (1re DLCh) (*)

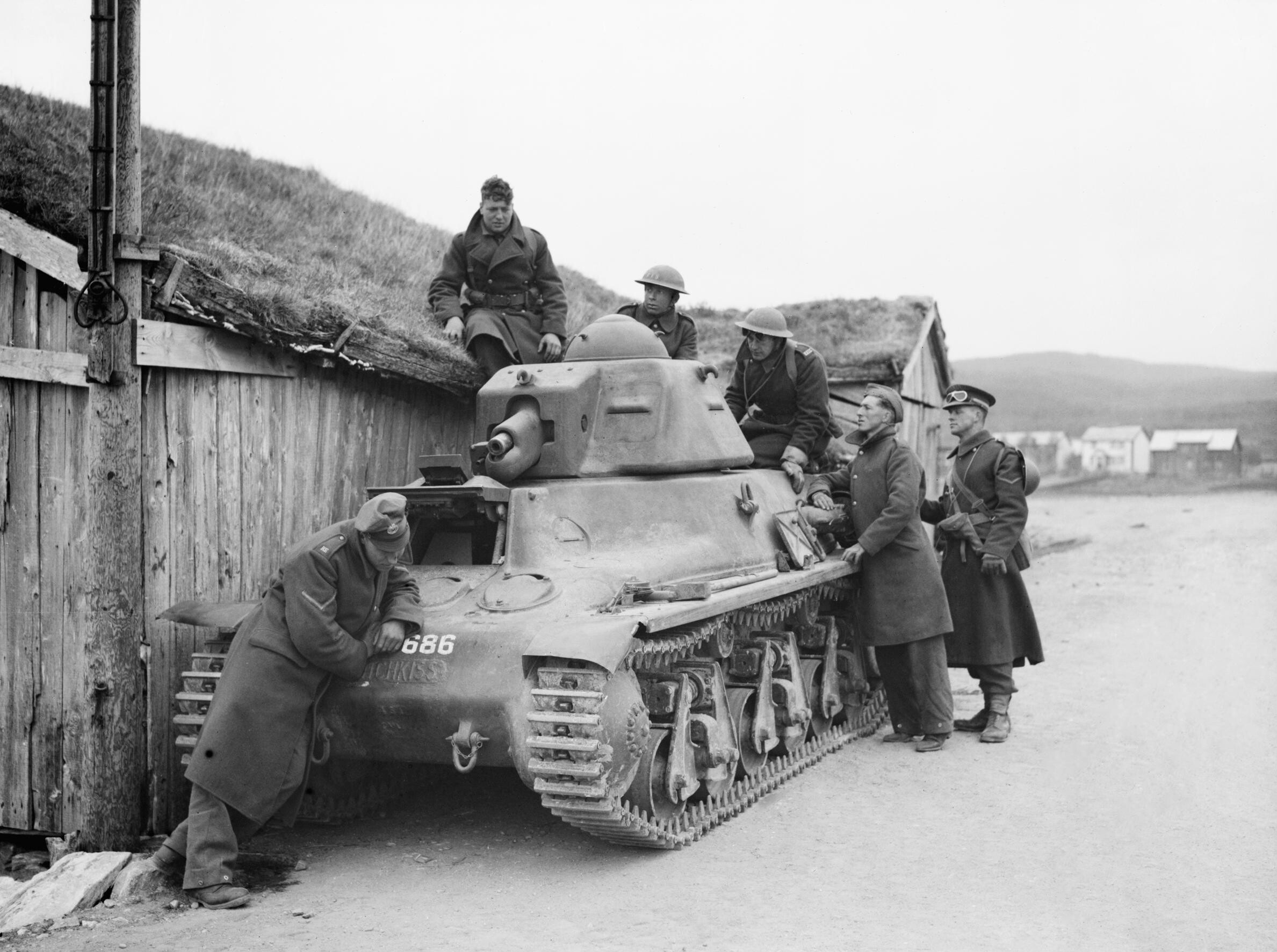
Soldats britannique autour du Hotchkiss H39 40 686 de la, Steinsland, 1 6 1940.

- 342e compagnie autonome de chars de combat (342e CACC),
- 31e compagnie d'éclaireurs skieurs du 13e BCA,
- 6e compagnie anti-chars du 13e BCA.
- Artillerie : 
  - 2e groupe autonome d'artillerie coloniale 10e RACTT,
  - batterie du 404e RADCA (artillerie anti aérienne).
- 5e demi-brigade de chasseurs alpins (5e DBCA)
  - 13e bataillon de chasseurs alpins (13e BCA),
  - 53e bataillon de chasseurs alpins (53e BCA),
  - 67e bataillon de chasseurs alpins (67e BCA).
- 27e demi-brigade de chasseurs alpins (27e DBCA)
  - 6e bataillon de chasseurs alpins (6e BCA),
  - 12e bataillon de chasseurs alpins (12e BCA),
  - 14e bataillon de chasseurs alpins (14e BCA).

2e division légère de chasseurs (2e DLCh) (**)
- 343e compagnie autonome de chars de combat (343e CACC),
- 6e compagnie anti-chars du 9e BCA,
- 3e groupe autonome d'artillerie coloniale du 10e RACTT,
- batterie du 404e RADCA (artillerie anti aérienne),
- génie (Cie 196/1), transmission (Cie 196/84), train (Cie 843/2) et intendance (GED 196/18).

- 2e demi-brigade de chasseurs alpins (2e DBCA)
  - 9e bataillon de chasseurs alpins (9e BCA),
  - 20e bataillon de chasseurs alpins (20e BCA),
  - 49e bataillon de chasseurs alpins (49e BCA),

- 24e demi-brigade de chasseurs à pied (24e DBCP)
  - 3e bataillon de chasseurs à pied (3e BCP),
  - 19e bataillon de chasseurs à pied (19e BCP),
  - 69e bataillon de chasseurs à pied (69e BCP).

3e division légère d'infanterie (3e DLI) (***)
- 344e compagnie autonome de chars de combat (344e CACC),
- 8e groupe de reconnaissance divisionnaire (8e GRDI)
- 14e compagnie anti-chars du 140e RI
- 4e groupe autonome d'artillerie coloniale du 10e RACTT
- 140e régiment d'infanterie alpine (140e RIA)
- 141e régiment d'infanterie alpine (141e RIA)

(*) unités ayant effectivement participé à la campagne de Norvège,
(**) unités débarquées avant d'atteindre la Norvège,
(***) unités prévues mais n'ayant jamais embarqué pour la Norvège.

### Forces navales
La composition des forces navales d'appui et de transport est :

#### La Force "Z"
- Croiseurs
  - Émile Bertin du capitaine de vaisseau Robert Battet
  - Montcalm du capitaine de vaisseau Jean-Louis de Corbière[6]
- Contre-torpilleurs
  - Bison du capitaine de vaisseau Bouan[7],[8]
  - Tartu du capitaine de vaisseau Jacques Chomel de Jarnieu[9]
  - Chevalier-Paul du capitaine de frégate Jean Marie Henry Roger Bonnot[10]
  - Maillé-Brézé du capitaine de frégate Henry M Edouard Antoine Glotin[11]
  - Milan du capitaine de frégate Louis Michel Edmond Plumejaud[12]
  - Épervier du capitaine de frégate Jean Jules Gilles Bros[13]
- Torpilleurs
  - Brestois du capitaine de frégate Jean Louis Georges Kraft[14]
  - Boulonnais du capitaine de corvette Jean-Claude François Champion[15]
  - Foudroyant du capitaine de corvette Paul Louis Antoine Fontaine[16]

##### La 1e division de croiseurs auxiliaires
- El Djezaïr du capitaine de corvette Roubaud
- El Kantara du capitaine de Frégate Pesqui
- El Mansour du capitaine de Frégate Vincentelli
- Ville d'Oran du capitaine de Frégate Roqueblave

#### Bâtiments de transport
- Ville d'Alger, Djenné, Flandre, Président Doumer, Chenonceau, Mexique, Colombie, Amiénois, Saumur, Cap Blanc, Château Pavie, Saint Firmin, Brestois, Albert Leborgne, Paul Émile Javary, Saint Clair, Vulcain et Enseigne Maurice Préchac.

#### Marine polonaise
- ORP Burza (destroyer)
- ORP Grom (destroyer, coulé)
- ORP Błyskawica (destroyer)
- ORP Orzeł (sous-marin)

## Sources et bibliographie
- Revue Ligne de Front, n° 22 - mars-avril 2010.  (ISSN 1953-0544)
- Fascicule n° 1 Campagne de Norvège - 9 avril - 7 juin 1940 dans la collection Mémoire et Citoyenneté éditée par le ministère de la Défense
- Ministère des Armées, Chemins de mémoire : La campagne de Norvège (9 avril - 7 juin 1940)[17].